# Mucolític
Un mucolític és una substància, fàrmac o medicament que té la propietat de disminuir la viscositat de les secrecions de l'aparell respiratori, produint la seva fluïdificació. La viscositat del moc depèn directament de les concentracions de mucoproteïnes i de la presència de lligams disulfur entre aquestes macromolècules. La disminució d'aquesta viscositat s'aconsegueix per hidròlisi dels glicosaminoglicans.
Els mucolítics més emprats en medicina són la N-acetilcisteïna i la bromhexina, entre d'altres, i que sovint els poden trobar amb molts medicament en forma de xarops.

## Mucolítics vegetals
- Artemisia vulgaris
- Bromelaïna d'Ananas comosus
- Papaïna de Carica papaya

Un mucolític no s'ha de confondre amb un expectorant encara que sovint se'ls dona com a sinònims. Els expectorants generalment augmenten la producció mucosa i els mucolítics no.